# Vickers Vanguard
Vickers Vanguard byl britský turbovrtulový dopravní letoun pro krátké a střední tratě představený v roce 1959 společností Vickers-Armstrongs jako následník úspěšného typu Vickers Viscount s větší kapacitou. Přišel však v době těsně před příchodem velkých proudových letounů a trhem byl tím pádem značně ignorován. Bylo postaveno pouze 44 letounů, které objednaly společnosti Trans-Canada Air Lines (TCA) a British European Airways (BEA).
Po pouhých 10 letech provozu nechala firma TCA jeden ze svých strojů pokusně přestavět na nákladní a nazvala jej Cargoliner. Přestavba byla považována za úspěch a na počátku 70. let byla většina letadel přestavěna na nákladní. Přestavěné letouny společnosti BEA dostaly označení Merchantman. Takto upravené nákladní letouny zůstaly v provozu mnoho let, přičemž poslední z nich byl ze služby vyřazen až roku 1996.

## Varianty
Type 950Prototyp, vyroben jeden kus, další dva trupy posloužily ke statickým testům.
Type 951BEA, 20 objednaných, šest doručených. Všechny v konfiguraci pro 127 míst smíšených tříd (18 první a 109 ekonomická).
Type 952TCA, výkonnější motor, silnější trup a křídlo pro vyšší hmotnosti, dodáno 23 kusů.
Type 953BEA, stejné motory jako verze 951, ale silnější drak z verze 952. Většinou jako 135 místné, všechny v ekonomické třídě, ale některé byly konfigurovány jako 127 místné smíšených tříd - stejné jako 951. Celkem dodáno 14 letounů, které nahradily objednávku za varianty 951.
Type 953C MerchantmanDevět přestavěných z varianty 953.

## Specifikace (Type 952)

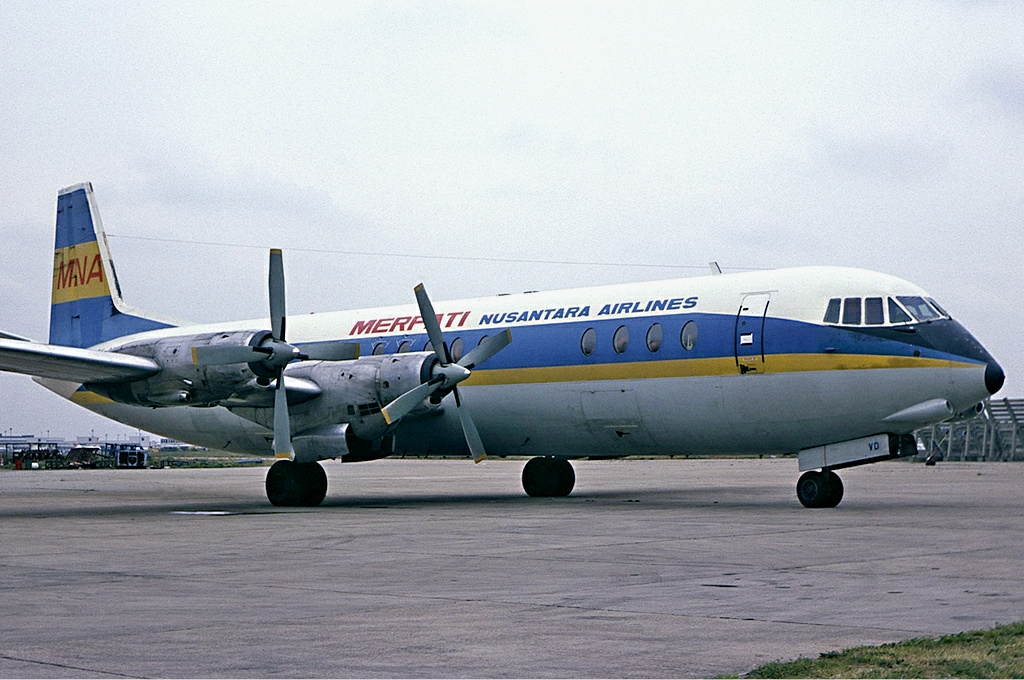
Vickers Vanguard 953 pronajatý společnosti Merpati Nusantara Airlines v roce 1977

Data: Vickers Aircraft since 1908

### Technické údaje
- Posádka: 3
- Kapacita: 139 cestujících
- Užitečné zatížení: 10 900 kg
- Délka: 37,452 m
- Rozpětí: 35,97 m
- Výška: 10,64 m
- Nosná plocha: 141,9 m²
- Prázdná hmotnost: 38 555 kg
- Vzletová hmotnost: 63 957 kg
- Pohonná jednotka: 4× turbovrtulový motor Rolls-Royce Tyne RTy.11 Mk 512, každý o výkonu 5 545 shp (4 135 kW)

### Výkony
- Cestovní rychlost: 422 mph (679 km/h, 367 kn) ve výšce 15 000 ft (4 600 m)
- Dolet: 1 830 mi (2 950 km, 1 590 nmi) s max. užitečným zatížením
- Dostup: